# Acanthodelta schutzei
Acanthodelta schutzei är en fjärilsart som beskrevs av Felix Bryk 1915. Acanthodelta schutzei ingår i släktet Acanthodelta och familjen nattflyn. Inga underarter finns listade i Catalogue of Life.